# Aランクパーティを離脱した俺は、元教え子たちと迷宮深部を目指す。
『Aランクパーティを離脱した俺は、元教え子たちと迷宮深部を目指す。』（エーランクパーティーをりだつしたおれは、もとおしえごたちとめいきゅうしんぶをめざす）は、右薙光介による日本のライトノベル。小説投稿サイト「小説家になろう」にて、2020年10月から2025年2月まで連載された。書籍版はKラノベブックス（講談社）より2021年6月から2025年2月まで刊行された。イラストはすーぱーぞんびが担当している。略称は「Aランクパーティ離脱」「エパリダ」。2024年9月時点でシリーズ累計部数は100万部を突破している。
メディアミックスとして、ユーリの作画による漫画版が、『マガジンポケット』（講談社）にて2021年6月より連載中。テレビアニメ化もされ、第1期は2025年1月から6月まで放送された。

## あらすじ
この世界では「冒険配信」と呼ばれる、魔道具を用いてダンジョン攻略の様子を映像で配信する娯楽が人気となっていた。
赤魔道士・ユーク・フェルディオは仲間たちからお荷物とバカにされ続けたことで堪忍袋の緒が切れ、5年間在籍したAランクパーティを離脱することに。サポートや雑務が主な仕事だった故になかなか次の仕事が見つからないユークは、ひょんなことから元教え子・マリナがいる女の子ばかりのパーティに迎え入れられることになる。

## 登場人物

### クローバー
ユーク・フェルディオ
声 - 峯田大夢、小山内怜央（少年）
本作の主人公。職業は赤魔道士/錬金術師。クローバーのリーダー。PTメンバー全員が見目麗しい女性であるため、嫉妬で周囲から敵視されることもある。サンダーパイク離脱後、冒険者ギルドで求人登録の手続きをしていたところ偶然以前の教え子だったマリナと再会し、クローバーに加入する。黄昏の都「グラッド・シィ＝イム」の件の際に、国王より迷宮伯に任命され貴族となり勇者の称号も賜る。サルムタリアでの依頼の際にメンバー全員を妻とする事になり、その後も関係は継続。成人組とは既に男女の関係にもなっている。
探索中に青白き不死者王「レディ・ペルセポネ」に気に入られて刻印を頬に刻まれ使徒にされる。琥珀の森での事件の際に、淘汰の残滓の力を取り込んでしまい左腕が琥珀のような見た目になる。子供の頃に溢れ出し（オーバーフロー）からサーガに救出された際に、影の人（シャドーストーカー）と化す呪いに半ば侵されつつも彼の治療によって人に留まれたという過去がある。これらのことにより、その身体はもはや純粋な人間とは言えなくなっている部分がある。
ペルセポネの刻印「存在証痕（スティグマタ）」を授かったため「渡り歩く者（ウォーカーズ）」の資格を獲得し、その呪い耐性により「反転迷宮（テネブレ）」内で活動しても影の人とならなくなっている。一人で無茶をしようとするユークを止めるため、メンバー全員から請われた事で彼女達にもこれを付与している。
マリナ
声 - 伊南羽桜
職業は魔剣士。ユークの元教え子。パーティのムードメーカー的存在。
実は人間ではなく、世界を変革する真なる神（当人曰くそれは誤記載で、物語を記録するというだけの存在と自称。ただし世界を滅ぼそうと思えば可能な模様）アンケリアス神を信奉するカルト集団「第七教団」に作られた人造人間（ホムンクルス）なのだが、失敗作として捨てられた際に記憶を消されていたため本人はそのことを覚えていない。第七教団による事件の際に、アンケリアス神より「Ａランクパーティを離脱したユークが、元教え子たちと紡ぐ英雄譚」はマリナが始めた物語であり、結末を決めるのもマリナである事を教えられた。
シルク・アンバーウッド
声 - 川井田夏海
職業はレンジャー/精霊使い。ユークの元教え子。クローバーのサブリーダー。実はダークエルフ族の族長の孫娘で、故郷の「琥珀の森（アンバーウッド）」では王女に相当する立場の生まれ。パーティの報酬を一括管理しており、酒場の支払い担当。
レイン
声 - 稗田寧々
職業は僧侶/魔術師。ユークの元教え子。クラウダ伯爵家の庶子で、本名はレイニース。幼く見えるが実齢はユークより数か月ほど年上。
伯爵家の血筋が災いしてサルムタリアのマストマ王子と政略結婚させられそうになるが、ユークの気転によって伯爵家の子である書類上の証拠は消され、さらにユークの配偶者という正式書類が工面されたことで難を逃れる。
男性社会サルムタリアにおいては、クローバーの女性メンバー全員が保身のためにユークの妻（＝所有物）という建前になったが、特にレインは上述の経緯から正妻の立場にある。
ネネ・シルフィンドール
声 - 指出毬亜
職業は忍者。猫人族で元盗賊。
一度捕まっており、ママルの下で更生させられていた。その一環として「無色の闇」ダンジョン調査クエストに向かうクローバーにスポット参加。クエスト達成後、正式メンバーとなる。ママルには頭が上がらないが、母親の様に慕ってもいる。
ジェミー・オーセン
声 - M・A・O
職業は魔法使い。ユークが前に所属していたサンダーパイクに所属している。
本来は優しい娘で、ユークを邪険にしていたのは自分も同じ目に合わないようPTメンバーに迎合しての事だったが、脱退後にクエストが達成できなくなったことで彼の価値にPT内で唯一気づき、後悔と反省をする。その後は反省すらせず未だユークを逆恨みするサイモン達に嫌気がさし、告発のため悪事の証拠を集め始める。
サイモンが「無色の闇」ダンジョン調査クエスト実行中のクローバーを襲撃する計画を実行した際に、PTを裏切ってクローバーに味方し、悪事の数々の証拠をユークに託して退去の巻物での離脱を支援する。その際「無色の闇」に取り残されたジェミーはダメ元で救難配信を行い、それを見て赴いたクローバーにより救助された。最終的にユークの擁護とサンダーパイクの悪事の証拠の提出により、冒険者資格の取り消しおよび一年間再登録不可という比較的軽い謹慎処分で済み、弟が待つ家に帰った。
その後はギルド職員として働き、それと並行して冒険者予備研修を受け直し実力を高めていた。サルムタリア遠征の際にギルドの一員としてユーク達に同行。だがその地で溢れ出し（オーバーフロー）が発生。その対応のための戦力が足りず、緊急措置（謹慎処分中の彼女の復帰手続きには本来王の裁可が必要となる）としてベンウッドの独断により復帰しクローバーへ合流した。
テレビアニメ版ではタイミングが多少ずれ、「無色の闇」ダンジョン調査クエストでの騒動の後クローバーの一員となり、サルムタリア遠征に向かう魔導船に乗る直前に、正式な王の特赦により冒険者へ復帰している。
ニーベルン
声 - 田中有紀
黄昏の都グラッド・シィ＝イムの王女。「黄金の巫女」であるため、ユークとは違う形だが渡り歩く者の資格を持っている。グラッド・シィ＝イムの件の解決後にクローバーへと加入した。サルムタリア遠征にもクローバーの一員として同行していたが、深淵の扉より無色の闇が溢れ出し世界各地のダンジョンが「反転迷宮」化。この事態解決のために深淵の扉を閉じる作戦に、黄金の巫女の力も必要であったため同行。扉を閉じるには向こうの世界から閉じるしか手段が無く、本来その役目を行うはずだったサーガの戦死により、今度はユークが自分を犠牲に扉を閉じようとした矢先、ニーベルンが退去の巻物を使い自分以外の全員を強制的に迷宮の外へ飛ばし、配信で最後の言葉を交わして扉を閉じた。
この時に今生の別れだとユーク達は思っていたが、実際には彼女は向こうの世界で生き延びて旅をしており、その旅には同行者の「騎士」がいて、その者はユークにとって「少し聞き覚えがある」声だった模様。ヴィルムレン島の琥珀の森で発生した「淘汰」の際にユーク達と邂逅を果たしたのち、その者によってニーベルンはこちら側に帰還。ユーク達と再会できた。Web版では展開が異なり、再会を約束して深淵の扉を閉じ別れている。

### サンダーパイク
ユークが元々所属していたパーティ。パーティランクはAランク。
サイモン・バークリー
声 - 中島ヨシキ、田中貴子（少年）
職業は騎士。サンダーパイクのリーダー。ユークとは幼馴染だった。
いつしかユークの努力を見もせず、見下して冷遇するようになり、ユークの脱退を招く。その後ユークのサポートが無いためクエストが達成できなくなり、ユークを連れ戻そうとするが失敗し、更にその時の暴言を配信され、ベンウッドに謝罪配信をするように命令される。
しかし謝罪するつもりは毛頭なくユークを逆恨みし、「無色の闇」ダンジョン調査クエスト実行中のクローバーを襲撃し、レインを人質にクローバーに自分の暴言の全責任を負わせようとするが、偶然迷宮の床が崩落したことで失敗、クローバーに逃げられたうえ魔物に襲われる。
だが違法な魔道具を使用し不死身のアンデッドと化することで窮地を脱し、ジェミーを救出しに戻ってきたクローバーに再び襲い掛かる。が、レインに死ぬまで効果が持続する攻撃魔法をかけられ、更に魔物に襲われて永遠に苦痛と狂気を味わい続けることとなる。そこで長い長い時を、死ねないまま苦痛と狂気にまみれながら過ごし結晶化。この間に感情も何もかも失い、取り残されていた場所である「黄昏の世界」を丸ごと自身に呑み込み莫大なエネルギーを内に秘めたまま異世界へと流れつき、最終的には人々の願いを絶望に変える呪われた願望機「一つの黄金」と成り果てた。最後はユークによって黄金が砕かれ、その生に終止符を打った。
バリー
声 - 世界
職業は戦士。
「無色の闇」ダンジョン調査クエスト実行中のクローバーを襲撃時魔物に襲われ、喰われて死亡。
カミラ
声 - 南條愛乃
職業は僧侶。
「無色の闇」ダンジョン調査クエスト実行中のクローバーを襲撃時魔物に襲われ、喰われて死亡。
ジェミー・オーセン
声 - M・A・O
コルク
声 - 大鈴功起
ユークが離脱後に加入したメンバー。

### アヌビス
15年前に「無色の闇」を踏破した伝説のパーティ。
ベンウッド
声 - 小山剛志
フィニスの冒険者ギルドを統括するギルドマスター。
ママル
声 - 金元寿子
フィニスの冒険者ギルドの受付嬢。
サーガ・フェルディオ
声 - 日野聡
ユークの叔父。職業は赤魔道士。
マニエラ
声 - 斉藤貴美子
交易都市ドゥナのギルドマスター。

### その他
ニーベルン
声 - 田中有紀
ロゥゲ
声 - 井上和彦
ニーベルンの叔父。
レディ・ペルセポネ
声 - 井上喜久子、井上ほの花
生と死を反転せしめる女神。通称青白き不死者王。
マストマ
声 - 武内駿輔
強烈な男性社会として知られるサルムタリアの第二王子。
メジャルナ
声 - 田中貴子
マストマの妻。
ラフーマ
声 - 木島隆一
サルムタリアの第一王子。
ビンセント五世
声 - 阪口周平
ウェルメリアを治める国王。
ベシオ
声 - 伊藤健太郎
レインに好意を持ち、パーティに入ってやると付け回している男。
マンデー
声 - 相沢まさき
不動産屋。クローバーに家を紹介する。
フィナ
声 - 今泉りおな
交易都市ドゥナの宿屋「歌う小鹿亭」のオーナー。
ベディボア
声 - 西凜太朗
王立学術院の院長。
ボードマン
声 - 田村真
王立学術院の現地統括者。ユークのダンジョン知識の半分近くは、ボードマンの著書から得ている。
ザッカルト
声 - 野津山幸宏
フルバウンドのリーダー。
ルーセント
声 - 乃村健次
スコルディアのリーダー。
モリア
声 - 浦山迅
スコルディアのメンバー。職業は魔術師/錬金術師。
ミリアム
声 - 河瀬茉希
スコルディアのメンバー。職業は盗賊/魔術師。
マローナ
声 - 日笠陽子
カーマインのリーダー。
ビブリオン
声 - 池田秀一
本の精霊。
ブラン
声 - 上田燿司
クラウダ伯爵家の名代。レインのおじ。

### 配信関係
ゴプロ君/キャメラット君
声 - 田村真佑（乃木坂46）
ダンジョン調査の動画撮影、配信を行う。キャメラット君はアニメ版の名前。
セルフィーちゃん
声 - 川井田夏海
ジェミーが「サンダーパイク」時代に使用していた浮遊型自動撮影魔法道具。
原作では「ゴプロ君neo」や「ゴプロ君G」が登場しているが、アニメ版では「セルフィーちゃん」となっている。
ショウ
声 - 木島隆一
冒険配信キャスター。
ガトー
声 - 野津山幸宏
冒険配信コメンテーター。

## 既刊一覧

### 小説
- 右薙光介（著）・すーぱーぞんび（イラスト） 『Aランクパーティを離脱した俺は、元教え子たちと迷宮深部を目指す。』 講談社〈Kラノベブックス〉、全5巻
  1. 2021年6月2日発売[13]、ISBN 978-4-06-523716-8
  2. 2021年10月1日発売[14]、ISBN 978-4-06-524789-1
  3. 2022年7月1日発売[15]、ISBN 978-4-06-527672-3
  4. 2024年10月2日発売[16]、ISBN 978-4-06-536637-0
  5. 2025年2月28日発売[17]、ISBN 978-4-06-538965-2

### 漫画
- 右薙光介（原作）・ユーリ（漫画）・すーぱーぞんび（キャラクター原案） 『Aランクパーティを離脱した俺は、元教え子たちと迷宮深部を目指す。』 講談社〈KCデラックス〉、既刊10巻（2025年5月9日現在）
  1. 2021年10月8日発売[18]、ISBN 978-4-06-525695-4
  2. 2022年2月9日発売[19]、ISBN 978-4-06-526887-2
  3. 2022年7月8日発売[20]、ISBN 978-4-06-528176-5
  4. 2022年12月9日発売[21]、ISBN 978-4-06-529639-4
  5. 2023年5月9日発売[22]、ISBN 978-4-06-531565-1
  6. 2023年10月6日発売[23]、ISBN 978-4-06-532886-6
  7. 2024年4月9日発売[24]、ISBN 978-4-06-535168-0
  8. 2024年9月9日発売[25]、ISBN 978-4-06-536775-9
  9. 2025年1月8日発売[26]、ISBN 978-4-06-538050-5
  10. 2025年5月9日発売[27]、ISBN 978-4-06-539349-9

## テレビアニメ
アニメーション制作はバンダイナムコピクチャーズが担当。2024年9月にテレビアニメ化が発表され、第1期は2025年1月から6月まで日本テレビ系列ほかにて連続2クールで放送された。
第2期の制作が決定している。

### スタッフ
- 原作 - 右薙光介[2]
- キャラクター原案 - すーぱーぞんび[2]
- 監督 - 小野勝巳[2]
- シリーズ構成・脚本 - 筆安一幸[2]
- キャラクターデザイン - 山崎正和[2]
- モンスターデザイン - 菊池晃[28]、原田吉朗[28]
- コンセプトデザイン - 三沢伸[28]
- プロップデザイン - 佐藤よしひろ
- 色彩設計 - ながさか暁[28]
- 美術監督 - 吉田ひとみ[28]
- 美術設定 - スタジオじゃっく
- 撮影監督・VFX監修 - 千葉洋之[28]
- 編集 - 武宮むつみ[28]
- 音響監督 - 阿部秀平[28]
- 音響効果 - 小山恭正[28]
- 音響制作 - セイバーリンクス
- 音楽 - 坂部剛[2]
- 音楽制作 - ランティス[28]
- 音楽プロデューサー - 手塚祐貴
- チーフプロデューサー - 杉本紳朗、大澤弘子、伊藤貴憲
- プロデューサー - 安藤航、伴在正行、塩谷佳之、永野裕司、関根陽一、黒須信彦、加瀬直人、伊藤直子
- アニメーション制作 - BN Pictures[2]
- 製作 - クローバープロジェクト（バンダイナムコフィルムワークス、日本テレビ放送網、講談社、バンダイナムコピクチャーズ、バンダイナムコミュージックライブ、クランチロール、サミー、ADKマーケティング・ソリューションズ）

### 主題歌
「Enter」
零による第1期のオープニングテーマ。作詞はL.E.I.、作曲・編曲はSKY BEATZとHAYATO。
特別編のみ効果音がつけられた特殊オープニングアニメーションが放送された。
「Treasure Chest」
田中有紀による第1話 - 第9話のエンディングテーマ。作詞はMio Aoyama、作曲はナカムラジュンキ、編曲は清水武仁。
「MIRROR」
田中有紀による第10話 - 第17話のエンディングテーマ。作詩・作曲はGiz'Mo(from Jam9)。作曲・編曲はArmySlick。
「Tapestry」
田中有紀による第18話 - 第24話のエンディングテーマ。作詩・作曲・編曲は園田健太郎。

### 各話リスト
| 第1話  | クローバー誕生          | 小野勝巳         | 霜鳥孝介     | 浦島美紀 幡野雄亮 しんぼたくろう                                                                       | 山崎正和          | 2025年 1月12日 |
| 第2話  | 魔獣の棲む森            | 小野勝巳         | 山本隆太     | 永田正美 菊池一真 花澤友梨 李程尚 彭凯 Studio EverGreen Big Owl                                        | 原由美子          | 1月19日        |
| 第3話  | オーバーフロウ          | ワタナベシンイチ | 辻橋綾佳     | 平林孝 木下由美子 しんぼたくろう                                                                       | 一居一平          | 1月26日        |
| 第4話  | 影の人                  | 宮崎なぎさ       | 中込健人     | 高橋晃 小村柚葉                                                                                        | 高橋晃            | 2月2日         |
| 第5話  | 国選依頼                | 西森章           | 粟井重紀     | 村上真紀 八木元喜 楊鎮宇 呂振操 趙星宇 胡雲濤                                                          | 山崎正和 一居一平 | 2月9日         |
| 第6話  | 無色の闇                | 西森章           | 石川雄大     | 浦島美紀 幡野雄亮 平林孝 長谷川一生 BEEP                                                               | 原由美子          | 2月16日        |
| 第7話  | 青白き不死者王          | 加藤もえ         | うえだしげる | 木下由美子 中智あすか 楊鎮宇 呂振操 趙星宇 胡雲濤                                                      | 一居一平 清水空翔 | 2月23日        |
| 第8話  | かつて友であったもの    | 辻橋綾佳         | 辻橋綾佳     | 高橋晃 中澤あこ 小林柚葉                                                                               | 高橋晃            | 3月2日         |
| 第9話  | 六つ葉のクローバー      | 稲垣隆行         | 入枝大将     | しんぼたくろう                                                                                         | 一居一平 清水空翔 | 3月9日         |
| 第10話 | クローバー再始動！      | 山本隆太         | 山本隆太     | 永田正美 Big Owl                                                                                       | 山崎正和 清水空翔 | 3月23日        |
| 第11話 | 黄昏に歪む王都          | 加藤もえ         | 榎本守       | 高橋晃 中澤あこ 小村柚葉                                                                               | 高橋晃            | 3月30日        |
| 第12話 | 黄金の巫女              | 加藤洋人         | 加藤洋人     | 加藤洋人 浦島美紀 鎌田均 柴田志郎                                                                      | 清水空翔          | 4月6日         |
| 第13話 | 本の精霊ビブリオン      | 宮崎なぎさ       | 天野自由     | 高見明男 加瀬幸治 候松岑 高橋晃                                                                        | 清水空翔 高橋晃   | 4月13日        |
| 第14話 | 一つの黄金              | 西森章           | 臼井貴彦     | 田中克憲                                                                                               | 清水空翔          | 4月20日        |
| 第15話 | 時を超えて              | 稲垣隆行         | 霜鳥孝介     | 高見明男 幡野雄亮 八木元喜 永田善敬 米川 張民浩 金信友 朴守福 阿菁 楊中英 葛運禕 何文 富春 梦润 毛缟斑 | 一居一平 清水空翔 | 4月27日        |
| 第16話 | 黄昏からの帰還、そして… | 加藤もえ         | 天野自由     | 高見明男 田村万有 尾崎正幸 米山浩平 候松岑                                                             | -                 | 5月4日         |
| 第17話 | 七つ葉のクローバー      | 入枝大将         | 入枝大将     | 平林孝 木下由美子 飯飼一幸 鎌田均 若山政志 外崎小鉄 笹川弥幸                                           | 清水空翔          | 5月11日        |
| 第18話 | 勅命依頼                | 西森章           | 辻橋綾佳     | 高橋晃 中澤あこ 小村柚葉                                                                               | 高橋晃            | 5月18日        |
| 第19話 | ウェルメリアの迷宮伯    | 加藤もえ         | 石川雄大     | 村上真紀 長谷川一生 若山政志 しんぼたくろう 米川                                                       | 一居一平          | 5月25日        |
| 第20話 | 裏返る世界              | 西森章           | 山本隆太     | 永田正美 Big Owl Studio EverGreen                                                                      | 清水空翔          | 6月1日         |
| 第21話 | 反転迷宮                | 杉島邦久         | 北川正人     | 田中克憲 平田卓也 日根野優子 TripleA                                                                   | 清水空翔          | 6月8日         |
| 第22話 | 思わぬ再会              | 齋藤昭裕         | 齋藤昭裕     | 高橋晃 中澤あこ 小村柚葉                                                                               | 高橋晃            | 6月15日        |
| 第23話 | 闇の果て                | 西森章           | 榎本守       | 鎌田均 尾崎正幸 米山浩平 馬場竜一 呉桐                                                                 | 一居一平          | 6月22日        |
| 第24話 | 夢の、その先            | 小野勝巳         | 霜鳥孝介     | 重田敦司 高見明男 加瀬幸治 候松岑 王世林 严苑菁 陳嶺 張民浩 金信友 朴守福                              | 山崎正和          | 6月29日        |

### 放送局
| 放送期間                                      | 放送時間                                                  | 放送局           | 対象地域 ・備考                                            |
| --------------------------------------------- | --------------------------------------------------------- | ---------------- | ---------------------------------------------------------- |
| 2025年1月12日 - 6月29日                       | 日曜 0:55 - 1:25（土曜深夜）                              | 日本テレビ       | 関東広域圏 / 製作参加 / 字幕放送                           |
|                                               |                                                           | 青森放送         | 青森県 / 字幕放送                                          |
|                                               |                                                           | テレビ岩手       | 岩手県 / 字幕放送                                          |
|                                               |                                                           | 山形放送         | 山形県 / 字幕放送                                          |
|                                               |                                                           | 山梨放送         | 山梨県 / 字幕放送                                          |
|                                               |                                                           | 南海放送         | 愛媛県 / 字幕放送                                          |
|                                               | 日曜 1:25 - 1:55（土曜深夜）                              | 広島テレビ       | 広島県 /                                                   |
|                                               | 日曜 1:50 - 2:20（土曜深夜）                              | 静岡第一テレビ   | 静岡県                                                     |
|                                               |                                                           | 四国放送         | 徳島県 / 字幕放送                                          |
|                                               |                                                           | テレビ宮崎       | 宮崎県 / 字幕放送                                          |
|                                               | 日曜 1:55 - 2:25（土曜深夜）                              | 中京テレビ       | 中京広域圏 /                                               |
| 2025年1月13日 - 6月30日                       | 月曜 1:25 - 1:55（日曜深夜）                              | 西日本放送       | 香川県・岡山県 / 字幕放送                                  |
| 2025年1月14日 - 7月1日                        | 火曜 1:59 - 2:29（月曜深夜）                              | 福岡放送         | 福岡県                                                     |
| 2025年1月15日 - 7月2日                        | 水曜 1:29 - 1:59（火曜深夜）                              | 長崎国際テレビ   | 長崎県 / 字幕放送                                          |
| 2025年1月15日 - 3月26日 2025年4月4日 - 7月4日 | 水曜 2:00 - 2:30（火曜深夜） 金曜 2:00 - 2:30（木曜深夜） | 日本海テレビ     | 鳥取県・島根県 / 字幕放送                                  |
| 2025年1月16日 - 7月3日                        | 木曜 1:24 - 1:54（水曜深夜）                              | 高知放送         | 高知県 /                                                   |
|                                               | 木曜 1:34 - 2:04（水曜深夜）                              | 鹿児島読売テレビ | 鹿児島県 / 字幕放送                                        |
|                                               | 木曜 1:59 - 2:29（水曜深夜）                              | 札幌テレビ       | 北海道 /                                                   |
|                                               |                                                           | 北日本放送       | 富山県 / 字幕放送                                          |
| 2025年1月17日 - 7月4日                        | 金曜 0:59 - 1:29（木曜深夜）                              | テレビ大分       | 大分県 / 字幕放送                                          |
|                                               | 金曜 1:24 - 1:54（木曜深夜）                              | 秋田放送         | 秋田県 / 字幕放送                                          |
|                                               | 金曜 1:29 - 1:59（木曜深夜）                              | テレビ新潟       | 新潟県 / 字幕放送                                          |
|                                               |                                                           | 熊本県民テレビ   | 熊本県 / 字幕放送                                          |
|                                               | 金曜 1:35 - 2:07（木曜深夜）                              | テレビ金沢       | 石川県 / 字幕放送                                          |
|                                               | 金曜 1:44 - 2:14（木曜深夜）                              | テレビ信州       | 長野県 / 字幕放送                                          |
|                                               | 金曜 1:54 - 2:24（木曜深夜）                              | 山口放送         | 山口県 / 字幕放送                                          |
| 2025年1月18日 - 7月5日                        | 土曜 0:30 - 0:59（金曜深夜）                              | 福井放送         | 福井県 / 字幕放送                                          |
|                                               | 土曜 1:56 - 2:26（金曜深夜）                              | 福島中央テレビ   | 福島県 /                                                   |
|                                               | 土曜 1:59 - 2:29（金曜深夜）                              | ミヤギテレビ     | 宮城県 /                                                   |
| 2025年1月18日 - 3月29日 2025年4月2日 - 7月2日 | 土曜 1:05 - 1:42（金曜深夜） 水曜 1:34 - 2:04（火曜深夜） | 読売テレビ       | 近畿広域圏 /                                               |
| 2025年1月19日 - 6月28日 2025年7月8日          | 日曜 0:00 - 0:30（土曜深夜） 火曜 0:30 - 1:00（月曜深夜） | BS日テレ         | 日本全域 / BS/BS4K放送 / 字幕放送 / 『アニメにむちゅ〜』枠 |
| 2025年4月1日 -                                | 火曜 20:00 - 20:30                                        | AT-X             | 日本全域 / CS放送 / 字幕放送 / リピート放送あり            |

| 配信開始日    | 配信時間                           | 配信サイト | 備考           |
| ------------- | ---------------------------------- | --- | -------------- |
| 2025年1月12日 | 日曜 1:30（土曜深夜） 更新         | dアニメストア ABEMAプレミアム | 見放題先行配信 |
|               | 日曜 1:30（土曜深夜） 以降順次更新 | FOD カンテレドーガ J:COM STREAM TELASA ビデオマーケット Prime Video music.jp milplus                                                  | 都度課金配信   |
| 2025年1月15日 | 水曜 1:30（火曜深夜） 更新         | アニメ放題 J:COM STREAM TELASA DMM TV Netflix バンダイチャンネル Hulu Prime Video Pontaパス milplus見放題パックプライム U-NEXT Lemino | 見放題配信     |
|               |                                    | バンダイチャンネル | 都度課金配信   |
|               | 水曜 1:30（火曜深夜） 以降順次更新 | ABEMA TVer 日テレ無料！ (TADA) | 見逃し無料配信 |
|               | 水曜 20:30 - 21:00                 | ニコニコ生放送 | 見逃し無料配信 |
|               | 水曜 21:00 更新                    | ニコニコチャンネル | 都度課金配信   |

### BD
| 巻 | 発売日            | 収録話          | 規格品番  |
| -- | ----------------- | --------------- | --------- |
| 1  | 2025年5月28日     | 第1話 - 第9話   | BCXA-1982 |
| 2  | 2025年7月30日     | 第10話 - 第17話 | BCXA-1983 |
| 3  | 2025年9月24日予定 | 第18話 - 第24話 | BCXA-1984 |

| 日本テレビ 日曜 0:55 - 1:25（土曜深夜）                   | 日本テレビ 日曜 0:55 - 1:25（土曜深夜）                                                               | 日本テレビ 日曜 0:55 - 1:25（土曜深夜） |
| 前番組                                                    | 番組名                                                                                                | 次番組                                  |
| --------------------------------------------------------- | --- | --------------------------------------- |
| らんま1/2（2024年版・第1期） （2024年10月6日 - 12月22日） | Aランクパーティを離脱した俺は、 元教え子たちと迷宮深部を目指す。（第1期） （2025年1月12日 - 6月29日） | 光が死んだ夏 （2025年7月6日 - ）        |